# Châlus
Châlus település Franciaországban, Haute-Vienne megyében. Lakosainak száma 1671 fő (2022. január 1.). Châlus Champsac, Bussière-Galant, Champagnac-la-Rivière, Dournazac és Pageas községekkel határos.

## Népesség
A település népességének változása:
| Lakosok száma | 1598 | 1601 | 1676 | 1621 | 1629 | 1640 | 1647 | 1659 | 1671 |
|               | 2013 | 2015 | 2016 | 2017 | 2018 | 2019 | 2020 | 2021 | 2022 |

## Történelem
1199-ben châlus-i vár ostrománál egy fiatal lovag – a skót Gordon klánból Bertram (néha Pierre Basile-ként említik) – számszeríjának nyilával eltalálta Oroszlánszívű Richárdot. A seb elfertőződött, Richárd belehalt sérülésébe.